# Craig Tracy
Craig Arnold Tracy (9 de setembro de 1945) é um matemático estadunidense.